# Henning Schindekopf
Henning Johann Schindekopf (ur. 1330 w Turyngii, zm. 17 lutego 1370 pod Rudawą) – rycerz Zakonu Najświętszej Marii Panny Domu Niemieckiego.

## Życiorys

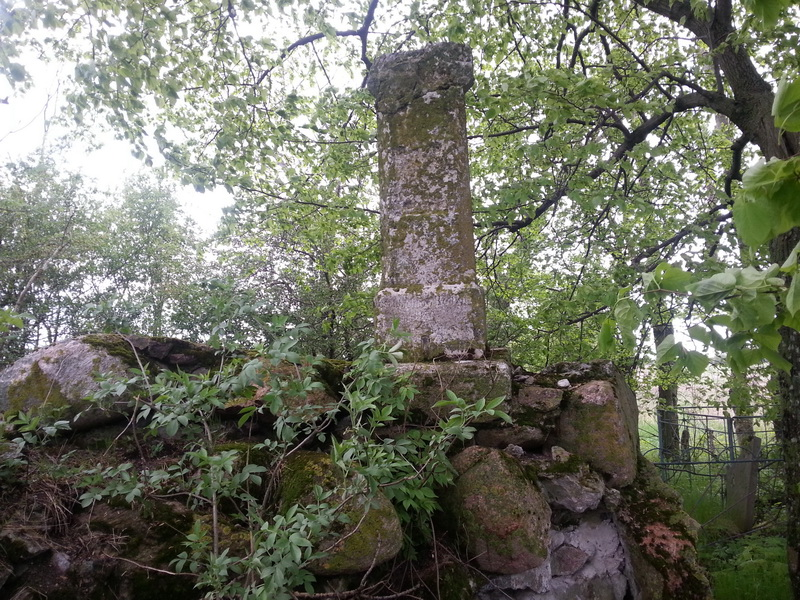
Nagrobek Henninga Schindekopfa

Data jego wstąpienia do zakonu krzyżackiego nie jest znana. Po raz pierwszy został wspomniany w 1348 jako członek zakonu w Królewcu. Sprawował wówczas urząd tzw. pana karawanowego na zamku w Królewcu. W latach 1350–1354 był komturem Ragnety, a od 1356 sprawował funkcje komtura Bałgi i wójta Natangii.
Uczestniczył w walkach z Litwinami, był bliskim współpracownikiem wielkiego mistrza Winricha von Kniprode. Zasłużony dla kolonizacji podległego sobie terenu: w 1357 nadał prawa miejskie Kętrzynowi, zbudował zamek w Bezławkach oraz założył wiele nowych miejscowości (m.in.w  1363 Paterswalde – dziś Bolszaja Poliana w obwodzie królewieckim).
W 1360 został mianowany komturem Królewca i wielkim marszałkiem Zakonu. Odtąd stał się organizatorem wypraw na Litwę, tzw. rejz. W 1360 zdobył i spalił Kowno, w 1361 Grodno. W 1363 zajął i zniszczył zamki w Kownie i Wielonie.
W 1360 w delcie Niemna zbudował zamek na przylądku Ventė. W 1369 na wyspie Virgalė na Niemnie, u ujścia rzeki Newy, zbudował zamek Gotteswerder.
W 1365 podległe mu oddziały wzięły do niewoli wielkiego księcia litewskiego Kiejstuta. W dniu 17 lutego 1370 dowodził wraz z Winrichem von Kniprode w bitwie z Litwinami Kiejstuta pod Rudawą, przyczyniając się do zwycięstwa. Schindekopf doznał kontuzji podczas marszu powrotnego do Królewca i niebawem, jeszcze w Rudawie, zmarł.

## Upamiętnienie
W Rudawie wzniesiono mu pomnik nagrobny. W kościele w Siewiernoj Gorie wystawiono zbroję, która rzekomo do niego należała. Jego imię nosiła ulica w Królewcu (Schindekop-Straße). Poetka Agnes Miegel napisała o nim wiersz.